# Rewasz (wydawnictwo)
Rewasz – polskie wydawnictwo, wyspecjalizowane w tematyce turystyczno-krajoznawczej, założone w 1991 roku w Pruszkowie pod Warszawą. Publikuje głównie przewodniki, informatory turystyczne, monografie krajoznawcze i mapy.
Książki i mapy wydawane przez „Rewasz” opisują głównie Karpaty, początkowo zwłaszcza ich wschodnią część, obecnie całe Karpaty. Są też pozycje dotyczące innych terenów, m.in. Mazowsza, Podlasia, a nawet Białorusi. Adresowane są do turysty-krajoznawcy, pragnącego dogłębnie poznać tereny, po których podróżuje. Odrębnym nurtem działalności wydawnictwa są niskonakładowe publikacje przeznaczone dla znawców i koneserów. Wydana została m.in. trzytomową seria o galicyjskich cmentarzach wojennych, „Cerkwie w Bieszczadach”, „Drewniane kościoły Mazowsza” i szereg innych. „Rewasz” wydaje też książki Grzegorza Rąkowskiego, począwszy od „Polski Egzotycznej” (2 tomy), która była pierwszą na rynku wydawniczym podróżą wzdłuż wschodnich granic Polski. Obecnie od kilku lat kontynuuje wydawanie książek, przewodników krajoznawczo-historycznych Grzegorza Rąkowskiego po Ukrainie.
Znakiem firmowym wydawnictwa jest stylizowana huculska kiedra, czyli limba, najbardziej charakterystyczne drzewo tamtych gór.